# Барабанов, Олег Николаевич
Оле́г Никола́евич Бараба́нов (род. 18 марта 1971, Бийск, Алтайский край, РСФСР, СССР) — российский историк и политолог, профессор, программный директор Международного дискуссионного клуба «Валдай».

## Образование
Окончил исторический факультет Московского государственного университета им. Ломоносова в 1993 году (диплом с отличием), аспирантуру исторического факультета МГУ им. Ломоносова в 1996.
В 1997 году защитил диссертацию на соискание учёной степени кандидата исторических наук по теме «Суд и право в генуэзских факториях Причерноморья (XIII—XV вв.): гражданский судебный процесс».
В 2005 году защитил диссертацию на соискание учёной степени доктора политических наук «Италия после холодной войны: адаптация нации-государства к новым вызовам мировой политики».
Проходил обучение в Международном центре итальянских исследований при Университете Генуи (1992, почётный диплом), на курсах повышения квалификации вузовских преподавателей в Центрально-Европейском университете (Будапешт, 1995), участвовал в учебной программе Международного республиканского института (США, 1996) и в курсе старших экспертов по миротворчеству и международному праву в Национальной оборонной академии Швеции (2000). Проходил научно-практические стажировки в департаменте внешнеполитического планирования Министерства иностранных дел Российской Федерации и в Национальном фонде поддержки кадров при Министерстве образования РФ.

## Научная и педагогическая деятельность
- В 1994—1996 — преподаватель исторического факультета МГУ имени Ломоносова;
- В 1997 — младший научный сотрудник Российского института стратегических исследований (РИСИ);
- В 1997—2000 — научный сотрудник РИСИ;
- В 2000—2004 — старший научный сотрудник РИСИ;
- В 2000—2005 — доцент кафедры мировых политических процессов МГИМО (У);
- С февраля 2005 — соруководитель магистратуры МГИМО (У) по мировой политике (российское, российско-французское и российско-германское отделения);
- С апреля 2005 — начальник Управления научной политики МГИМО (У);
- С мая 2005 — профессор кафедры мировых политических процессов факультета политологии МГИМО.

Профессор кафедры мировой политики факультета мировой экономики и мировой политики (Высшая школа экономики). Профессор РАН.

## Общественная деятельность
- В 1993—1998 — ответственный секретарь Ассоциации выпускников исторического факультета МГУ им. Ломоносова;
- В 1994—1996 — член совета Либерального молодёжного союза России;
- В 1996 — член Центральной ревизионной комиссии молодёжного движения «Наш дом — Россия»;
- В 2002—2003 — член экспертного совета программы «Горячие точки» Института «Открытое общество» (Фонд Сороса);
- С марта 2002 — член научного совета Института права и публичной политики (г. Москва);
- С марта 2002 — член совета попечителей британской общественной организации «Международный миротворческий проект».
- С мая 2002 — член экспертного совета при комитете по международным делам Совета Федерации Федерального собрания РФ;
- С февраля 2004 — член Международной ассоциации «Вилтон Парк», базирующейся в Центре конференций «Вилтон Парк» министерства иностранных дел и по делам Содружества Великобритании;

Неоднократно готовил экспертные материалы по заказам Администрации Президента РФ, Совета Безопасности РФ, иных органов власти, занимающихся международными вопросами. Награждён ведомственными наградами. В качестве эксперта взаимодействует с органами власти Красноярского и Алтайского краёв.

## Санкции
9 ноября 2023 года, на фоне вторжения России на Украину, Канада ввелa санкции в отношении Барабанова за активное распространение ложных нарративов, дезинформации и военной пропаганды «о продолжающемся вторжении в Украину, начиная с вторжения и оккупации Крыма»

## Взаимодействие со СМИ
Неоднократно давал комментарии и экспертные интервью по внутренней и внешней политике для средств массовой информации, в том числе для телевизионных программ Аркадия Мамонтова на РТР, для политических программ радиостанции «Эхо Москвы». Входит в число постоянных комментаторов газеты «Ведомости», информационного агентства «Франс пресс» и интернет-издания «Газета.Ру». Публиковал собственные статьи в «Независимой газете», «Ведомостях», «Консерваторе», а также в «глянцевых» журналах («Оптимум», «Men’s Fitness»).
Принимает участие в общественно-политическом ток-шоу Кто против? на ТВ-канале «Россия 1».

## Избранные труды
Научные монографии
- Барабанов О. Н. Бартоломео Боско — генуэзский юрист XIV—XV веков: теория и практика гражданского судебного процесса. — СПб.: Алетейя, 2002. — 220 с. — 1000 экз. — ISBN 5-89329-483-1.
- Барабанов О. Н. История мировой политики: эпоха Древнего мира : учебное пособие. — М.: МГИМО, 2006. — 324 с. — 1000 экз. — ISBN 5-9228-0271-2.
- Барабанов О. Н. Италия после холодной войны: от «средней державы» к «миру протагонистов». — М.: РОССПЭН, 2002. — 156 с. — 1500 экз. — ISBN 5-8243-0326-6.
- Барабанов О. Н., Голицын В. А., Терещенко В. В. Глобальное управление. — М.: МГИМО-Университет, 2006. — 253 с. — 1000 экз. — ISBN 5-9228-0247-X.
- Барабанов О. Н., Зонова Т. В., Князева С. Е. и др. На перекрестке Средиземноморья: «Итальянский сапог» перед вызовами XXI века / Под ред. Т. В. Зоновой. — М.: Весь мир, 2011. — 447 с. — ISBN 978-5-7777-0519-8.
- Барабанов О. Н., Зуев В. Н., Картамышев В. А. и др. Европейский союз и «Группа восьми» : совместная ответственность за глобальное общественное благо / Отв. ред. М. В. Ларионова. — М.: Изд. дом Гос. ун-та — Высш. шк. экономики, 2011. — 415 с. — 1000 экз. — ISBN 978-5-7598-0726-1.
- Барабанов О. Н. и др. Современные глобальные проблемы мировой политики : учебное пособие для студентов [гуманитарных] высших учебных заведений : [по направлениям «Международные отношения», «Социология и регионоведение»] / Под ред. М. М. Лебедевой. — М.: Аспект пресс, 2009. — 255 с. — 1500 экз. — ISBN 978-5-7567-0539-3.

- Алтайский край // Регионы России. 1999. — М.: Московский центр Карнеги, 2001. — С. 357—367.
- Алтайский край // Россия в избирательном цикле 1999—2000 гг. — М.: Московский центр Карнеги, 2000. — С. 289—297.
- Алтайский край // Россия накануне думских выборов 1999 г. — М.: Московский центр Карнеги, 1999. — С. 209—217.
- Алтайский край как субъект Российской Федерации: конституционно-правовая характеристика // Конституционное право: восточноевропейское обозрение. — 1997. — № 3—4. — С. 97—113.
- Внутригосударственные регионы как акторы в международных отношениях: зарубежные тенденции и положение субъектов РФ // Общество, политика, наука: новые перспективы. — М.: Московский общественный научный фонд, 2000. — С. 477—503.
- История одного конституционного конфликта // Государственная служба. — Москва: Российская академия государственной службы, 1999. — № 4. — С. 67—77.
- Новые материалы о статусе burgenses генуэзской Кафы // Причерноморье в средние века. — М.: МГУ, 1998. — Вып. 3. — С. 117—125.
- От второго к третьему Риму: путь на Русь Софьи Палеолог // Русское средневековье. Общество и церковь. — М.: Общество любителей философии истории, 1997. — С. 40—50.
- Перспективы взаимодействия между Германией, Францией и Великобританией в Европейском Союзе // Проблемы внешней и оборонной политики России. — М.: РИСИ, 2002. — Вып. 9. — С. 114—143.
- Полпреды Президента и внешняя политика // Государственная служба. — М.: Российская академия государственной службы, 2000. — № 3. — С. 77—84.
- Право и сила в разрешении конфликтов: новые подходы к проблеме гуманитарной интервенции // Конфликты в современном мире. — М.: Московский общественный научный фонд, 2001. — С. 78—95.
- Проблемы обеспечения международной безопасности в Средиземноморье // Проблемы внешней и оборонной политики России. — М.: Российский институт стратегических исследований, 1999. — Т. 5. — С. 56—85.
- Региональные власти и местное самоуправление: проблемы взаимодействия // Регионы России. 1999. — М.: Московский центр Карнеги, 2001. — С. 338—345.
- Судебное дело Бруноро Сальваиго (Каффа, 1454 г.) // Причерноморье в средние века. — М.: МГУ, 1995. — Вып. 2. — С. 20—36.
- Тенденции развития Общей внешней политики и политики безопасности ЕС // Россия и основные институты безопасности в Европе. — М.: Московский центр Карнеги, 2000. — С. 76—100.
- Тенденции регионализации в Европе и интересы России // Мировая политика и международные отношения на пороге нового тысячелетия. — М.: Московский общественный научный фонд, 2000. — С. 62—84.
- Товарооборот черноморской торговли в 18 в. (Крым, Запорожье, Турция, Россия) // Материалы по археологии, истории и этнографии Таврии. — Симферополь, 1993. — Вып. 3. — С. 279—284.
- Управление внешнеполитической деятельностью в России // Эффективность осуществления государственного управления в России (период президентства Ельцина). — М.: Институт права и публичной политики, 2002. — С. 170—183.